# Palazzo Bartolomei
Palazzo Bartolomei si trova in piazza San Pietro Somaldi a Lucca. Esso si trova a ridosso del campanile della chiesa di San Pietro Somaldi e risale al XVI secolo.

## Descrizione
Dall'androne con colonne, attraverso tre ampie vetrate, si può vedere il suggestivo giardino che risale almeno al XVII secolo. Nelle antiche carte della città si vedono due canonici assi ortogonali che delimitavano lo spazio verde, oggi invece organizzato con una grande aiuola centrale semicircolare tenuta a prato. Un grande ippocastano domina il giardino, che è anche decorato da fiori in vaso, piccole siepi, piante di aucuba e vialetti in ghiaia.
In fondo, accanto a una magnolia, si trova un'antica serra, oggi in disuso, sostituita dalla nuova serra posta sul lato opposto, nascosta da un canneto. Qui vengono ricoverate le piante di lilium durante la stagione fredda.
Chiudono il quadro delle specie botaniche del giardino le piante di alloro, le palme e più varietà di arbusti e rampicanti, tra i quali vi sono esemplari di gelsomino, rododendro e ibiscus.